# Енхармонски тонови
.
Енхармонски тонови (fr. notes enharmoniques, гр. енхармониос - истозвучан) су тонови који исто звуче (имају исте грифове или се свирају на истим диркама), а различито се пишу (нотирају) и различито се називају.
Сваки тон има свој енхармонски тон (може да има и два, горњег и доњег суседа). 

## Енхармонска замена
- Енхармонска (истозвучна) замена[2] настаје ако заменимо назив ноте, интервала, акорда или лествице (тј. другачије је напишемо - нотирамо, па је другачије и читамо, нпр. нота ais1 постаје b1). Одсвирани тон ће исто звучати, јер се свира истим грифом или на истој дирци.